# اللجنة الدولية لأخلاقيات البيولوجيا
اللجنة الدولية لأخلاقيات البيولوجيا (IBC) هي هيئة دولية أنشأها فيديريكو مايور سرقسطة، مدير منظمة اليونسكو، في عام 1993. وتتكون من 36 خبيرًا مستقلاً (من مختلف البلدان والتخصصات) مسؤولين عن مراقبة التقدم المحرز في الأبحاث في علوم الحياة وتطبيقاتها مع ضمان احترام مبادئ كرامة الإنسان وحريته. ويرتبط ظهور هذه اللجنة بتطور لجان حماية الأشخاص وأخلاقيات علم الأحياء كقانون غير ملزم. يشرف اللجنة على تقدم البحوث في مجالات علوم الحياة وتطبيقاتها مع الاهتمام بالامتثال لمبادئ كرامة الإنسان وحريته.

## وظائف اللجنة الدولية للاخلاقيات الحيوية
- تعزيز التفكير: تشجع اللجنة الدولية للاخلاقيات الحيوية على التفكير في القضايا الأخلاقية والقانونية المتعلقة بأبحاث علوم الحياة وتطبيقاتها، وتشجع أيضا على تبادل الأفكار والمعلومات، خاصة من خلال التعليم.
- زيادة الوعي العام والتوعية للخبراء واتخاذ القرارات: تسعى اللجنة إلى زيادة الوعي العام، بالإضافة إلى التوعية للخبراء واتخاذ القرارات في القطاعين العام والخاص المعنيين بمجال الأخلاقيات الحيوية.
- التعاون مع المنظمات الحكومية وغير الحكومية: تتعاون اللجنة مع المنظمات الدولية الحكومية وغير الحكومية المعنية بقضايا الأخلاقيات الحيوية، وكذلك مع اللجان الوطنية والإقليمية للاخلاقيات الحيوية وكيانات مماثلة.[2]

## دور اللجنة الدولية لأخلاقيات البيولوجيا في تنظيم الممارسات العلمية
تلعب اللجنة الدولية لأخلاقيات البيولوجيا التابعة لليونسكو دوراً رئيسياً في تعزيز الحوار الدولي حول المسائل الأخلاقية المتعلقة بالعلوم الحيوية، مثل الهندسة الوراثية وتعديل الجينات. وتسعى اللجنة إلى وضع مبادئ عالمية تحمي حقوق الإنسان والكرامة الإنسانية في مواجهة التطورات العلمية السريعة. من أبرز إنجازاتها اعتماد الإعلان العالمي لأخلاقيات البيولوجيا وحقوق الإنسان عام 2005، والذي يركز على ضمان احترام القيم الأخلاقية الأساسية مثل الموافقة الحرة والمستنيرة، والعدالة في توزيع منافع التقدم العلمي كما تُشرف اللجنة على إعداد تقارير دورية تتناول قضايا مستجدة، مثل الأخلاقيات المتعلقة بالذكاء الاصطناعي في المجال الصحي وتأثيرها على المجتمعات

## لإعلان العالمي حول الجينوم البشري وحقوق الإنسان
هذا الإعلان، الذي تم تطويره في اليونسكو من عام 1994 إلى عام 1997 تحت رعاية اللجنة الدولية لأخلاقيات البيولوجيا، التي كانت ترأسها نويل لينوار، تمت الموافقة عليه من قبل الجمعية العامة للأمم المتحدة في 9 ديسمبر 1998ويشكل أول نص قانوني دولي حول أخلاقيات علم الأحياء.

## الإعلان الدولي بشأن البيانات الوراثية البشرية
ويعتبر هذا الإعلان امتداداً للإعلان الأول الذي اعتمدته اليونسكو في 16 أكتوبر 2003: يضع قواعد بشأن جمع ومعالجة وحفظ البيانات الوراثية البشرية. ويتناول بشكل خاص مشاكل سرية هذه البيانات أو التمييز الجيني (بالإنجليزية).

## الإعلان العالمي لأخلاقيات البيولوجيا وحقوق الإنسان
هذا الإعلان، الذي اعتمده المؤتمر العام لليونسكو في 19 أكتوبر 2005، له إطار أكثر عمومية : فهو يدرس شكل ونطاق "الصك العالمي لأخلاقيات علم الأحياء".
الهدف من الإعلان العالمي حول الأخلاقيات الحيوية وحقوق الإنسان هو وضع المبادئ الأخلاقية الأساسية التي يجب أن توجه الممارسات العلمية والطبية والتي يجب احترامها في جميع أنحاء العالم، مثل احترام كرامة الإنسان وحقوق الإنسان والحريات الأساسية. وتهدف أيضًا إلى تعزيز الحوار ومشاركة المعرفة العلمية والتكنولوجية بين المجتمعات المختلفة وتضمن الأخلاقيات الحيوية ضمن القانون الدولي المتعلق بحقوق الإنسان لضمان تطبيق هذه الحقوق على قضايا الأخلاقيات الحيوية.

## اللجان المتعلقة باللجنة الدولية لأخلاقيات البيولوجيا (IBC):
```
اللجنة الدولية الحكومية لأخلاقيات البيولوجيا
 (IGBC):  تم تشكيلها 1998 و تضم ممثلين عن ست وثلاثين(36) دولة عضو في اليونسكو. ومدة العضوية في هذه اللجنة أربع سنوات ويجدد عموماً نصف أعضائها في  كل دورة من دورات المؤتمر العام التي تعقد كل سنتين.
```

وتلتئم هذه اللجنة مرة كل سنتين كحد أدنى لدراسة توصيات ومشورة اللجنة الدولية لأخلاقيات البيولوجيا، وتقوم بإطلاعها على وجهات نظرها بشأن المسائل التي تناولتها، وتقدم تقريراً للمديرة العامة بهذه الآراء وبمقترحات بشأن متابعة أعمال اللجنة الدولية لأخلاقيات البيولوجيا (IBC) لغرض تقديمها إلى الدول الأعضاء والمجلس التنفيذي والمؤتمر العام.
اللجنة العالمية المعنية بأخلاقيات المعرفة العلمية والتكنولوجيا (COMEST): هي هيئة استشارية ومنتدى للتفكير أنشأتها اليونسكو في عام 1998.
وتتألف اللجنة من 18 من المتخصصين البارزين في التخصصات العلمية والقانونية والفلسفية والثقافية والسياسية من مختلف مناطق العالم، وقد عينهم المدير العام لليونسكو بصفتهم الشخصية.
تقديم المشورة للمنظمة بشأن توجيه برنامجها المتعلق بأخلاقيات العلم والتكنولوجيا;وهي منتدى فكري و مكان لتبادل الأفكار والخبرات و
الكشف عن علامات التحذير من حالات الخطروتعمل كمستشار لصانعي القرار السياسي.